# RK Moslavina Kutina
RK Moslavina ist ein Handballverein aus der kroatischen Stadt Kutina. Die erste Mannschaft spielt in der ersten kroatischen Liga.

## Geschichte
In Kutina begannen zuerst die Damen mit dem Handballspiel. 1953 trafen sich auf dem Rasensportplatz des „NK Metan“ die Damen des „RK Mirko Kljajić“ und des „RK Mladost Nova Gradiška“ zu einem Freundschaftsspiel vor einigen hundert Zuschauern.
Die ersten Schritte des heutigen RK Moslvina hängen mit dem Sportverein „Partizan“ zusammen, der auch eine Handballabteilung beinhaltete. Der Verein selbst wurde dann 1955 gegründet. Die erste Spielzeit wurde mit dem Spieler-Trainer Đukica Pothraški eröffnet. Zur gleichen Zeit wurde auch eine Damenmannschaft gegründet, die jedoch vorläufig nur an Turnieren teilnahm.